# محمد محمود عمارة
محمد محمود عمارة كاتب مصري حاصل على ليسانس في الأدب الإنجليزي من كلية الآداب جامعة المنصورة عام 1990 له العديد من الإسهامات الأدبية التي تنوعت بين كتب وقصص قصيرة ومقالات وأعمال سينمائية.

## الإنتاج الأدبي

### كتب
له من المؤلفات أربعة كتب منها:
- - حرب بلا هوادة[1]
- طقوس الضلال الشعبي [2]
- عملاء إسرائيل ووهم القوة
- مسيلمة الكذاب وشركاه

### قصص قصيرة
- رسالة إلى السيد الرئيس،[3]
- حلم ليلة صيف،[3]
- الراقصة أولاً،[3]
- نهاية رجل تربوي،[3]
- الطريق إلى سراييفو،[4]
- امرأة من برشتينا

### مقالات
له العديد من المقالات المنشورة بمجلة الوعي الإسلامي الكويتية، الصباح، دنيا الرأي، موقع إيلاف الإلكتروني، وكلها تملك مواقع إلكترونية على الشبكة العنكبوتية:
- عبادة الشيطان تاريخ وأصول [5]
- القرصنة الإلكترونية بين العبقرية وانتهاك الخصوصية[6]
- البحث عن فضيحة[7]
- التشاؤم والتفاؤل وأصل الحكاية[7]
- بين الطب والدجل[8]
- مصر التي خانت ومصر التي باعت
- الزعيم الخالد والزعيم الخائن
- حماس بين الأمس واليوم[9]
- ثورة المفتاح[9]
- لن أصلي بعد اليوم
- حكاية القرآن قرآنان
- سبحاني ما أعظم شاني
- أسئلة مشروعة[10]
- التي لا نعرفها[11]
- مصر الطرية[11]
- منحنى الخطر [10] [12]